# Boudewijn Röell
Boudewijn Röell (Leidschendam, 12 de maio de 1989) é um remador neerlandês, medalhista olímpico.

## Carreira
Röell competiu nos Jogos Olímpicos de 2016, no Rio de Janeiro, onde conquistou a medalha de bronze com a equipe dos Países Baixos no oito com.